# آرال آگ
آرال آگ (به آلمانی: Aral AG) شرکت نفت آلمانی-لوکزامبورگی است، که دارای جایگاه‌های پمپ بنزین در کشورهای اروپای غربی و اروپای مرکزی می‌باشد. این شرکت در سال ۱۸۹۸ در شهر بوخوم، آلمان تأسیس شد.
در تاریخ ۱۵ ژوئیه ۲۰۰۱ شرکت بی‌پی شعبه آلمان، ۵۱ درصد از سهام این شرکت را خریداری کرد، سپس در ۱ فوریه ۲۰۰۲ شرکت بی‌پی بقیه سهام آرال را نیز بدست آورد. در حال‌ حاضر شرکت آرال آگ به‌عنوان یکی از شرکت‌های تابعه گروه بی‌پی محسوب می‌شود.